# Ludwig von Pfullendorf
Ludwig von Pfullendorf (1131 erstmals erwähnt; † 28. Januar 1135 in Tuttlingen) war von 1131 bis zu seiner Ermordung im Jahre 1135 Abt des Klosters Reichenau.
Ludwig von Pfullendorf entstammte dem schwäbischen Adelsgeschlecht der Grafen von Pfullendorf, die ihre Stammsitze im Linzgau und im Hegau hatten. Er war ein Sohn des Grafen Ludwig von Pfullendorf-Ramsberg zu Stoffeln, der seinen Sitz auf der Burg Hohenstoffeln hatte.
Ludwig von Pfullendorf wurde nach dem Tod von Rudolf von Böttstein zum Abt des Klosters Reichenau erwählt. Über sein Wirken während seines knapp vierjährigen Abbatiats ist kaum etwas bekannt.
Er wurde am 28. Januar 1135 vor dem Altar der Kirche in Tuttlingen von Reichenauer Ministerialen erschlagen. Über die genauen Hintergründe der Tat ist nichts bekannt. Ludwig von Pfullendorf wurde in der Vorhalle der Reichenauer Laurentiuskapelle beigesetzt. 